# بزن به چاک جک
«بزن به چاک جک» (به انگلیسی: Hit the Road Jack) ترانه‌ای است با اجرای ری چارلز که پرسی میفیلد سرایندهٔ آن است. این قطعه که آمیزه‌ای از راک، سول، پاپ، جَز و گاسپل است یکی از آثار کلاسیک ری چارلز به‌شمار می‌آید.
میفیلد پس از سرایش قطعه در سال ۱۹۶۰ اجرای آکاپلای آن را به‌عنوان دِمو ضبط کرد و به آرت روپ (تهیه‌کنندهٔ موسیقی) ارائه کرد. ترانه به این شکل به دست چارلز رسید و تصمیم گرفت آن را با همراهی مارجی هندریکس (خوانندهٔ گروه ریلتس) ضبط کند.
بخش آوازی ترانه به‌صورت پرسش و پاسخ بین ری چارلز و یک گروه از خوانندگان زن اجرا می‌شود که به دلیل نامشخصی به او دستور می‌دهند «بزند به چاک» و هرگز برنگردد. ری چارلز مرتب به آن‌ها التماس می‌کند در تصمیم‌شان تجدید نظر کنند اما فایده‌ای ندارد. چارلز بازندهٔ بحث است همان‌طور که ستارهٔ این آهنگ نیست. شاید بتوان مارجی هندریکس (رهبر خوانندگان زن) را ستارهٔ این آهنگ دانست که در واقع «بزن به چاک جک» نقطهٔ اوج فعالیت موسیقی اوست. مارجی هندریکس در آن سال‌ها با ری چارلز در رابطهٔ عاشقانه بود، هر دوی آن‌ها معتاد بودند و مشکلاتی که با هم داشتند بی‌شباهت به موضوع «بزن به چاک جک» نبود. ۲ سال پس از ضبط این قطعه، ری چارلز هندریکس را از گروهش اخراج کرد. چارلز موفق شد اعتیادش را ترک کند، اما تلاش هندریکس در این راه بی‌نتیجه بود و در سال ۱۹۷۳ درگذشت.
«بزن به چاک جک» در زمان انتشارش در ایالات متحده برای ۱۳ هفته جزو ۱۰۰ تک‌آهنگ داغ بیلبورد بود و در ۹ اکتبر ۱۹۶۱ صدرنشین آن جدول شد. این قطعه در بریتانیا هم به‌مدت ۱۲ هفته جزو پرفروش‌ترین تک‌آهنگ‌های روز بود و تا ردهٔ ششم جدول تک‌آهنگ‌های بریتانیا صعود کرد.
«بزن به چاک جک» در چهارمین دورهٔ جوایز گرَمی (۱۹۶۲) برندهٔ گرمی «بهترین اجرای ریتم اند بلوز» شد.مجلهٔ رولینگ استون در سال ۲۰۰۳ و در انتخاب ۵۰۰ ترانهٔ برتر همهٔ زمان‌ها، این قطعه را در رتبهٔ ۳۸۷ فهرستش قرار داد.

## چارت‌ها و گواهی‌های فروش

### چارت‌های فروش موسیقی
| چارت موسیقی (۱۹۶۱)                          | بالاترین جایگاه |
| ------------------------------------------- | --------------- |
| کنت میوزیک ریپورت استرالیا                  | ۳               |
| اولتراتاپ بلژیک (فلاندرز)                   | ۱۳              |
| اولتراتاپ بلژیک (والونیا)                   | ۶               |
| لور هیت پرید نیوزیلند                       | ۱               |
| جدول تک‌آهنگ‌های بریتانیا                     | ۶               |
| بیلبورد هات ۱۰۰                             | ۱               |
| ترانه‌های داغ آراندبی و هیپ هاپ مجلهٔ بیلبورد | ۱               |

| چارت (۲۰۱۱)       | بالاترین جایگاه |
| ----------------- | --------------- |
| فرانسه (اس‌ان‌ئی‌پی) | ۹۰              |

### گواهی‌های فروش
| منطقه                                   | گواهی | واحد گواهی‌شده/فروش |
| --------------------------------------- | ----- | ------------------ |
| ایتالیا (اف‌آی‌ام‌آی) sales since 2009     | طلا   | ۳۵٬۰۰۰             |
| بریتانیا (بی‌پی‌آی)                       | نقره  | ۲۰۰٬۰۰۰            |
| رقم فروش+پخش جاری تنها بر پایهٔ گواهی‌ها. |       |                    |

|}

## بازخوانی‌ها
- ۱۹۶۱ - مونیکا سِتِرلوند خوانندهٔ جَز اهل سوئد با عنوان «Stick I Väg Jack"[۱۴]
- ۱۹۶۱ - ریچارد آنتونی خوانندهٔ اهل فرانسه این قطعه را با عنوان «Fiche le camp, Jack» کاور کرد که در زمان انتشارش تا ردهٔ ششم جدول اولتراتاپ بلژیک (والونیا) صعود کرد.[۱۵]
- ۱۹۶۶ - گروه انگلیسی انیمالز[۱۶]
- ۱۹۷۴ سوزی کواترو خوانندهٔ راک اهل ایالات متحده در آلبوم Quatro[۱۷]
- ۱۹۷۶ گروه کانادایی استمپیدرز «بزن به چاک جک» را بازخوانی کردند که در زمان انتشارش ششمین تک‌آهنگ پرفروش هلند شد و تا ردهٔ نهم اولتراتاپ بلژیک صعود کرد.[۱۸]

## استفاده در فیلم و تبلیغات
«بزن به چاک جک» در تبلیغات برندهایی هم‌چون کی‌اف‌سی و اپل استفاده شده‌است.